# Place Amélie-Doublié
La place Amélie-Doublié est une place de la ville de Reims en France.

## Situation et accès
Elle est reliée à la rue du Docteur-Thomas, la rue Victor-Rogelet et la rue Mennesson-Tonnelier. En son centre se trouve une aire de jeux et elle est bordée d'une haie d'arbres.

## Origine du nom
Elle porte le nom d'Amélie Doublié, bienfaitrice de la ville.

## Historique
Elle avait autrefois en son centre un kiosque à musique.

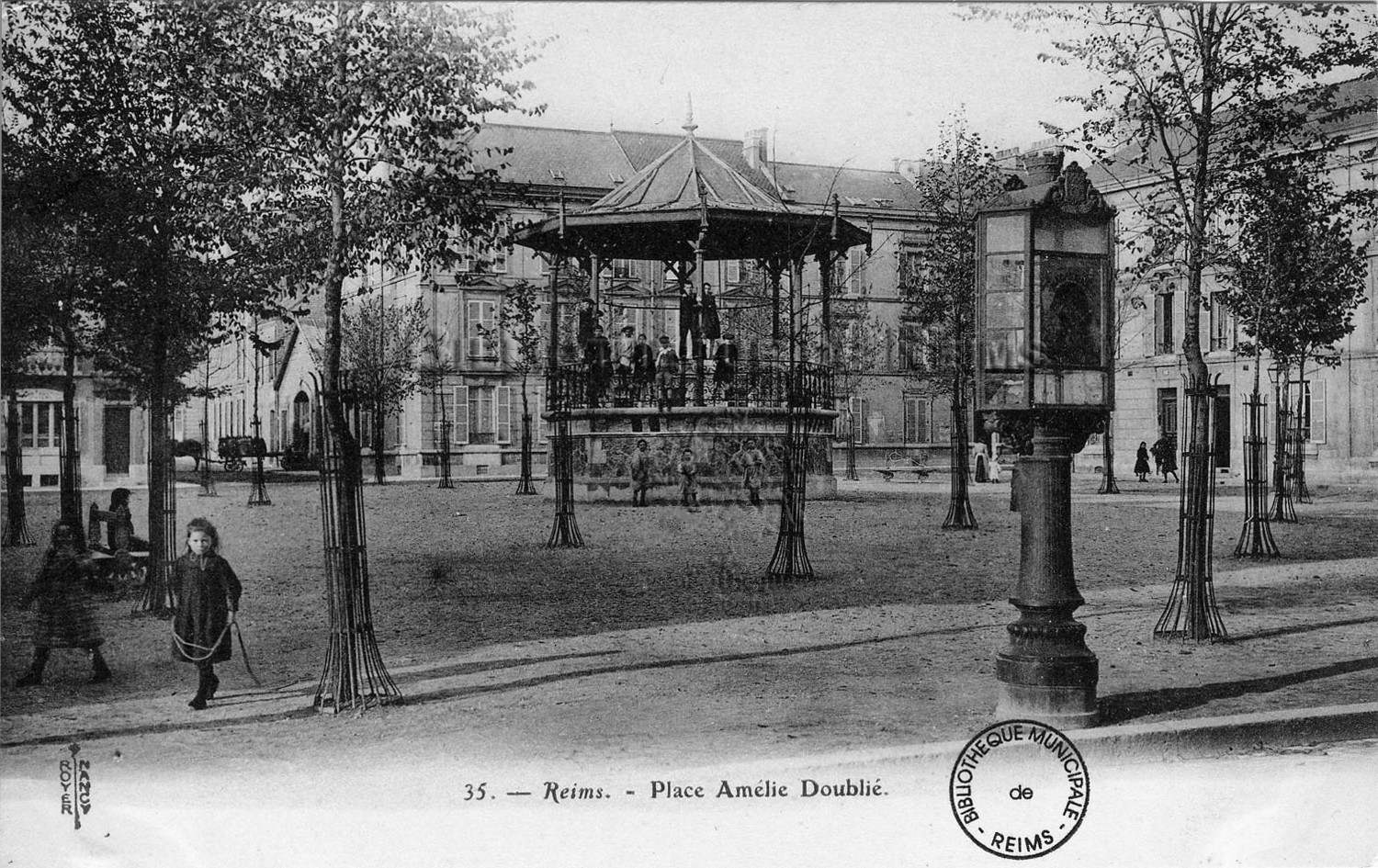
Avec son kiosque à musique.